# 探偵宣言 森江春策の事件簿
『探偵宣言 森江春策の事件簿』（たんていせんげん もりえしゅんさくのじけんぼ）は、芦辺拓による日本の連作短編推理小説。「森江春策の事件簿シリーズ」の5作目で、初の短編集。

## 概要
「殺人喜劇の13人」で鮎川哲也賞を受賞しデビューした後に複数の雑誌に書いた「森江春策の事件簿シリーズ」をまとめたもの。森江が高校生の頃から弁護士に転身するまでのそれぞれの物語。
書き下ろし1編を含む全7編で構成されている。作品を1冊にまとめることになった当時、「何らかの仕掛けがなければ短編集ではない」という風潮があり、執筆時には仕掛けを何も考えずに書かれたにもかかわらず、書き下ろし作品を入れることによってその仕掛けを作り、この作品の印象から、“行き過ぎた技巧派”というキャッチコピーが付けられた。
巻末解説を村川真一が担当しており、シリーズ外の他作品との関連や、共通の登場人物などについて詳しく述べている。
一部の作品は『サスペリアミステリー』（秋田書店）にて漫画化された。

## 各話概要

### 殺人喜劇の時計塔―森江春策、初期の事件
- 『小説現代 1997年12月増刊メフィスト』（講談社）掲載
- 鳥羽笙子作画で漫画化

交通機関のストで休校中の学校で、他校生が殺される。演劇クラブの公演準備のために登校していた森江が、探偵の才能の片鱗を見せる。森江春策、高校2年生の時の事件。
間野 京太（まの きょうた）森江のクラスメイト。
小山内 真知（おさない まち）演劇クラブの役者兼美術スタッフ。執行に主役を奪われた。
執行 あき子（しぎょう あきこ）演劇クラブの公演で主役を務める女子生徒。クラブには入っていない。
帯谷 善司（おびたに ぜんじ）不良という噂がある他校生。執行あき子と一時期付き合っていた。
田山 久（たやま ひさし）執行あき子に惚れていると噂の男子生徒。
味原 恭二（あじはら きょうじ）演劇クラブの代表。いい加減な性格。後に『歴史街道殺人事件』に登場する。
丹羽 望（にわ のぞむ）森江の隣のクラスの男子生徒。写真部所属。
大槻 昇（おおつき のぼる）当直の教諭。
滝 儀一（たき ぎいち）所轄署の警部補。30代。

### 殺人喜劇の不思議町―森江春策、大学時代の事件
- 『創元推理5』1994年夏号掲載
- 宗美智子作画で漫画化

夜行列車で当てのない旅に出ていた大学生の森江は、飲み物を買いにちょっと電車を降り、そのまま乗り遅れてしまう。仕方なく暇つぶしに入ったその町の喫茶店《蘭船亭》で、アンティークの調度品を眺めていると、町の住民が「人殺し!!」と駆け込んでくる。亡くなっていたのは、町の旅館の主人・宇佐原龍三。凶器は、宇佐原がコレクションしていた17世紀のマッチロック銃だった。
『殺人喜劇の13人』冒頭で森江が出発した旅での出来事であり、結末が第二部冒頭につながっている。
戸越 秀雄（とごし ひでお）事件の数日前の真夜中、海上に妙な光を見つける。
紺野 マリ子（こんの まりこ）夕刻に開店する《蘭船亭》のママさん。
荒坂 鹿之助（あらさか しかのすけ）《蘭船亭》の常連客。工場のオーナー。
草村（くさむら）丸浜の制服巡査。
白河 松平（しらかわ まつへい）丸浜警察署長。
歌川（うたがわ）嘱託医。
宇佐原 龍三（うさはら りゅうぞう）丸浜の名旅館『今日館』の主人。
鶴井 利一郎（つるい りいちろう）龍三の甥。旅館の経営に口を出し、龍三と不仲になった。
天羽 進（あもう すすむ）“老武士”を思わせる顔立ち。仮名文字新聞T支局丸浜通信部記者。後に『時の誘拐』に登場する。
佐沢 房子（さざわ ふさこ）鶴井利一郎の婚約者。

### 殺人喜劇の鳥人伝説―森江春策、記者時代の事件I
- 立風書房刊『奇想の復活』所収
- 浦川まさる・佳弥作画で漫画化

仮名文字新聞の地方支局通信部に飛ばされた森江。偶然知り合った弁護士の九鬼と《山上ロッジ》に向かう途中、ロッジの送迎バスの事故現場に出くわす。唯一の乗客・真紀は軽傷で済んだが、運転手・星野は死亡。事故の直前に「サカマチ！貴様ーっ」と叫んだという星野、空を飛ぶ人間を見たという宿泊客や老人たち、果たして事件の真相は……。
九鬼 麟一（くき りんいち）中之島に事務所を構える弁護士。
漣（さざなみ）北署の警部補。おにぎりのような顔。
星野 勝利（ほしの かつとし）《山上ロッジ》の送迎バスのドライバー。
赤沢 真紀（あかざわ まき）自称・ミュージカル作家の卵。
坂町 順二（さかまち じゅんじ）九鬼の依頼人。休眠会社を使って詐欺を行い、荒稼ぎしていた、通称「エレホン産業事件」の首謀者。
干菓子 政雄（ひがし まさお）《山上ロッジ》の副支配人。
唐崎 麗子（からさき れいこ）《山上ロッジ》の宿泊客。
菱川 勤（ひしかわ つとむ）挙動不審なところを交番巡査に連行された直後、死亡する。頸部に締められたような指の痕が付いていた。坂町の共犯者。
大須賀 八朗太（おおすが はちろうた）老人連合会・健脚クラブの会長。空を飛ぶ人間を目撃する。

### 殺人喜劇の迷い家伝説―森江春策、記者時代の事件II
- 『創元推理8』1995年春号掲載
- 綾部瑞穂作画で漫画化

新たな支局へ転勤となった森江は、ひょんなことから赤沢真紀と再会する。次の作品の構想を伝える真紀だが、小1時間ほど前まで山の中腹にあったはずの洋館が今は見えないと言う。一体どういうことなのかと、森江と山中へ行くと、館があったらしき場所に捨て置かれていた物置から、見るも無残な死体が転がり出てきたのだった。消えた洋館は果たして「迷い家（マヨヒガ）」だったのか。
新谷 京助（あらたに きょうすけ）不動産業者。
丘藤 修一・五月（おかふじ しゅういち・さつき）
秋月山の中腹の洋館を購入する。
赤沢 真紀（あかざわ まき）自称・劇作家。友人に《秋月山学園》の園生への演劇指導を頼まれる。洋館を目撃する。その後の消息が『怪人対名探偵』で触れられている。
岩風呂（いわぶろ）秋月山出張所捜査係の部長刑事。ダジャレを言う癖がある。
一木（いちき）
赴任して間もない巡査。
花田（はなだ）嘱託医。
シンヤ《秋月山学園》の園生。病弱で普段は別病棟にいる。後に『大公女殿下に捧げる密室』に登場する。

### 殺人喜劇のXY―森江春策、転身前後の事件
- 東京創元社刊『鮎川哲也と十三の謎 '91』所収

ある日の午後、コーヒーの出前をしに上階の九鬼法律事務所へ出向いたウェイトレスの泰子は、「ブッ殺したる」という叫び声と一発の銃声を、出前の注文主・森江と共に耳にする。現場から逃げるように出てきた美女は、その後どこかへ姿を消してしまう。容疑者は被害者の仲間の、ゴリラのような男と断定されるが、その後、同じビルでイベント企画会社を立ち上げたばかりの若い女性・千紗、それに続き貿易商の長田までもが殺される。長田は「XY」というダイイング・メッセージを残していた。
世良 楠雄（せら くすお）
大大阪第一ビル2階に、妻・千紗と共にイベント企画会社〈SERA'S〉を立ち上げる。
世良 千紗（せら ちさ）
楠雄の妻。大抵兄妹に間違われる。
市ヶ瀬 泰子（いちがせ やすこ）大大阪第一ビル1階の軽食喫茶〈ルコック〉のウェイトレス。
長田 達之助（おさだ たつのすけ）大大阪第一ビル5階に貿易事務所〈オサダ貿易商会〉を構える。
九鬼 麟一（くき りんいち）大大阪第一ビル2階に事務所を構える弁護士。鬣のような銀髪に大きな鼻と目が特徴的。
須磨ノ浦 聖一郎（すまのうら せいいちろう）大大阪第一ビル2階に〈場況通信社〉を構える。〈ルコック〉の店員によるあだ名は、“キザ爺”または“ダンディー氏”。
東（あずま）〈ルコック〉のウェイター。
熊嶽 巌三（くまたけ がんぞう）
須磨ノ浦の相棒。〈ルコック〉の店員によるあだ名は、“近代ゴリラ”。
叶 ひかり（かのう ひかり）〈ルコック〉の店員に密かに「プリンセス・チャーミング」と呼ばれる麗人。〈オサダ貿易商会〉の秘書。数カ国語を操る才媛。
土居原（どいはら）府警本部捜査一課の警部。

### 殺人喜劇のC6H5NO2―森江春策、余暇の事件
- 『創元推理6』1994年秋号掲載

正式タイトルは、「殺人喜劇のC6H5NO2（ニトロベンゼン）―森江春策、余暇の事件『毒入りチョコレート事件』第八〜第十三の解答」である。
実業家・湯捨は、試食として送られてきたチョコレートを、顔見知りの実業家仲間・呉安にあげてしまう。それを食べた呉安は失神し、妻は死亡、チョコレートにはニトロベンゼンが混入されていた。解明に繋がる手がかりがなく、迷宮入りかと思われたこの事件に、推理作家の路地谷が目を付け、各界の面々に真相当てコンテストをすることになった。そしてまた森江春策も、知り合いの作家・芦辺拓に頼まれ、事件の真相を考えることに……。
芦辺作品の登場人物が次々と登場する、オールスター的作品。講談社ノベルス版までは短編「ドアの向こうに殺人が」(後に『黄金夢幻城殺人事件』収録)のキャラクターが登場していたが、文庫版にて『ネオ少年探偵シリーズ』の3人に差し替えられている。また素性が不明な一人については『七人の探偵のための事件』で明らかになる。
呉安 弁竹（くれやす のぶたけ）青年実業家。28歳。湯捨から貰ったチョコレートを妻と食べ、妻が亡くなる。
湯捨（ゆすて）チョコレートを送られるが、呉安にあげてしまう。妻と不仲。
杜住（もりずみ）府警本部の警部。
路地谷 芹噛（ろじや せりがみ）新本格推理の旗手として名高い。《推理クラブ》を主宰する。
茶律 野性男（ちゃりつ たけお）弁護士。
昼多 触美（ひるた ふれみ）漫画原作者兼シナリオライター。
本春毛 椈鳥（もとはるげ ぶなどり）作家。
在乎 珠子（ありしや たまこ）ティーン文庫の人気作家。
安風呂 蔦郁（あんぶろ つたいく）無名の一市民。
保瀬 七郎（ほせ しちろう）『保瀬警部最大の冒険』に登場する。
久村 圭（ひさむら けい）・八木沢 水穂（やぎさわ みずほ）・桐生 祐也（きりゅう ゆうや）
ジュヴナイル『ネオ少年探偵シリーズ』に登場する。
乙女 探偵（おとな とるただ）『名探偵Zシリーズ』に登場する。
平田 鶴子（ひらた つるこ）『モダン・シティシリーズ』に登場する。

### 殺人喜劇の森江春策―森江春策、最近の事件
- 『探偵宣言 森江春策の事件簿』講談社ノベルス版書き下ろし

森江の元を訪れた依頼人が中座し事務所を出た直後、誰かと争う声がし、心配した森江が駆けつけると、背中にナイフを突き立てられ絶命していた。同じ頃、レトロ・ビルから数百メートル離れたホテルでも同じような事件が起きていた。
田山 久（たやま ひさし）森江の同級生。なぜか偽名で変装して森江の元を訪れる。
曾浦木（そうらぎ）レトロ・ビル1階「曾浦木診療所」の老医師。
滝 儀一（たき ぎいち）警部。
彩沢 安彦（さいざわ やすひこ）ホテルで死んだ男。大学病院の麻酔科医。